# The Grafting
The Grafting é o terceiro álbum de estúdio do cantor John Schlitt, lançado em 2008. O álbum foi produzido por Dan Needham, filho de Schlitt.
O lançamento do álbum foi marcado pela apresentação de Schlitt cantando as faixas "The Grafting" e "Only Men" no programa Celebration, que foi exibido internacionalmente pela Daystar Television Network. O mesmo programa também incluiu uma entrevista exclusiva com John.

## Faixas
Todas as músicas por Dan Needham, exceto onde anotado.
1. "Stand" (Mark Heimermann, Schlitt, Kevan Cajka, Needham)
2. "Keep Your Light On"
3. "Only Men"
4. "Face Of God" (Cajka, Scott Faircloff, Needham)
5. "The Grafting"
6. "First Song" (Cajka, Needham)
7. "Your Eyes" (Heimermann, Marc Martel, Cajka, Needham)
8. "Lord Have Mercy" (Steve Merkel)
9. "Gravity"
10. "Carry On"